# ランキング
ランキング（英: ranking）は、ある集まりの成員に順位付けをしたリストである。
非母数統計学で使用される技術でもある。

## ランキングの例
- スポーツ・競技
  - 大相撲の番付
  - FIBAランキング （バスケットボール）
  - FIFAランキング・FIFA女子ランキング （サッカー）
  - FIVBランキング （バレーボール）
  - ATP・WTA世界ランキング （テニス）
  - ITTF世界ランキング （卓球）
  - BWF世界ランキング （バドミントン）
  - PSA世界ランキング （スカッシュ）
  - IBAFランキング （野球）
  - IIHFランキング （アイスホッケー）
  - ISUフィギュアスケート世界ランキング （フィギュアスケート）
  - ワールドゴルフランキング
  - プロボクシングのランキング
  - スポーツの金・銀・銅メダル
  - FIDE世界ランキング（チェス）

- 音楽・映画
  - オリコンのシングル・アルバムCD・DVDランキング
  - ビルボードランキング
  - 興行通信社の映画ランキング

- 社会・学校
  - 「働きがいのある会社」ランキング
  - THE世界大学ランキング - 世界大学ランキングの一つ（タイムズ・ハイアー・エデュケーションが実施）
  - QS世界大学ランキング - 世界大学ランキングの一つ（クアクアレリ・シモンズ社（英語版）が実施）